# جلان إدغار إيدجيرتون
جلان إدغار إيدجيرتون هو مهندس وسياسي بنمي وأمريكي، ولد في 17 أبريل 1887 في باركرفيل في الولايات المتحدة، وتوفي في 9 أبريل 1976 في بيثيسدا في الولايات المتحدة.